# Antônio Luiz Catelan Ferreira
Antônio Luiz Catelan Ferreira (ur. 2 lutego 1970 w Cidade Gaúcha) – brazylijski duchowny katolicki, biskup pomocniczy Rio de Janeiro od 2022.

## Życiorys
Święcenia kapłańskie przyjął 5 lutego 1995 i został inkardynowany do diecezji Umuarama. Był m.in. koordynatorem duszpasterstwa w diecezji, rektorem seminarium, wikariuszem generalnym diecezji oraz wykładowcą uniwersytetu papieskiego w Rio de Janeiro.
24 listopada 2021 papież Franciszek mianował go biskupem pomocniczym archidiecezji Rio de Janeiro oraz biskupem tytularnym Tunes. Sakry udzielił mu 5 lutego 2022 kardynał Orani João Tempesta.